# Eric de Keyn
Eric de Keyn (ur. 2 sierpnia 1940, zm. 28 lipca 1967 w Liège) – belgijski kierowca wyścigowy.

## Kariera
W 1964 roku wystartował w rundzie ETCC na torze Zolder, ścigając się BMW 700. Rok później rywalizował Alfą Romeo Giulia TI Super, którą zajął drugie miejsce w wyścigu 24h Spa, wraz z Jeanem-Marie Lagaem. W sezonie 1966 był Alfą Romeo Giulia Sprint GTA czwarty w wyścigu na torze Zolder. Następnie wraz z Gustavem Gosselinem ścigał się Ferrari 250LM. Załoga zajęła ósme miejsce w zawodach 1000 km Spa, gdzie zajęła czwarte miejsce, oraz w barwach Equipe Nationale Belge w wyścigu 24h Le Mans, którego to wyścigu nie ukończyła. De Keyn w lipcu 1966 roku powrócił do ścigania się Alfą Romeo Giulia Sprint GTA, którą wraz z Mauricem Damseauxem wystartował w 24h Spa. Załoga nie ukończyła jednak tego wyścigu.
W 1967 roku wystartował Brabhamem BT16 w jednym wyścigu Wschodnioniemieckiej Formuły 3. W maju startował w fabrycznym zespole Matry modelem Djet SS w wyścigach na dystansie 1000 km: Spa (z Francisem Polakiem, 15. miejsce) i Nürburgring (z Gustavem Gosselinem, nie ukończył). W lipcu rywalizował wspólnie z Gosselinem Alfą Romeo Giulia Sprint GTA. Załoga nie ukończyła 6h Nürburgringu. Zginął w wyniku wypadku podczas zawodów 24h Spa.

## Wyniki we Wschodnioniemieckiej Formule 3
| Rok  | Zespół              | Samochód     | Silnik | Wyniki w poszczególnych eliminacjach | Wyniki w poszczególnych eliminacjach | Wyniki w poszczególnych eliminacjach | Wyniki w poszczególnych eliminacjach | Wyniki w poszczególnych eliminacjach | Wyniki w poszczególnych eliminacjach | Pkt. | Msc. |
| ---- | ------------------- | ------------ | ------ | ------------------------------------ | ------------------------------------ | ------------------------------------ | ------------------------------------ | ------------------------------------ | ------------------------------------ | ---- | ---- |
| 1967 |                     |              |        |                                      |                                      |                                      |                                      |                                      |                                      | 0    | NS   |
| 1967 | Belgian Racing Team | Brabham BT16 | Ford   | -                                    | 3                                    | -                                    | -                                    | -                                    | -                                    | 0    | NS   |